# Torqueola hypolampra
Torqueola hypolampra är en fjärilsart som beskrevs av Turner 1915. Torqueola hypolampra ingår i släktet Torqueola och familjen Crambidae. Inga underarter finns listade i Catalogue of Life.